# 薩拉萬
薩拉萬是伊朗的城市，位於該國東南部，由錫斯坦－俾路支斯坦省負責管轄，毗鄰與巴基斯坦接壤的邊境，海拔高度1,168米，每年平均降雨量107毫米，2006年人口58,652。